# Macron
Macron (вимовляється як «Макрон») — промислова італійська компанія, що спеціалізується на випуску спортивного одягу та взуття. Головний офіс компанії знаходиться в невеликому містечку Креспеллано, недалеко від адміністративного центру провінції Болоньї.

## Історія
Компанія Macron була заснована в 1971 році як дистриб'ютор американських спортивних брендів в Італії. До 1994 року діяльність компанії була зосереджена на імпорті спортивної продукції з США. Значне розширення компанії відбулося в 1994 році і збіглося з переїздом головного офісу в Креспеллано
.
З 1994 року компанія зайнялася виробництвом продукції під власним брендом, і в 2001 році підписала перший спонсорський контракт з італійським футбольним клубом «Болонья». У 2005 році компанія вийшла за межі внутрішнього ринку.
У 2014 році між Macron і англійським футбольним клубом «Болтон Вондерерз» був підписаний контракт про іменування домашньої арени клубу назвою «Макрон Стедіум», назва залишалась за ареною до серпня 2018 року.
Починаючи з 2012 року, компанія була технічним спонсором таких клубів: «Арсенал» (Тула), «Архентінос Хуніорс», «Сток Сіті», «Мюнхен 1860», «Наполі», «Лаціо», «Спортінг Лісабон», «Мальорка», «Реал Бетіс» і багатьох інших.
Крім екіпіровки футбольних клубів, компанія постачає обладнання для команд з бейсболу, баскетболу, волейболу, футзалу, гандбол, регбі. Має спонсорські контракти з рядом національних збірних і професійних клубів з перерахованих вище ігрових видів спорту.